# Hotte aspirante
Pour les articles homonymes, voir hotte.

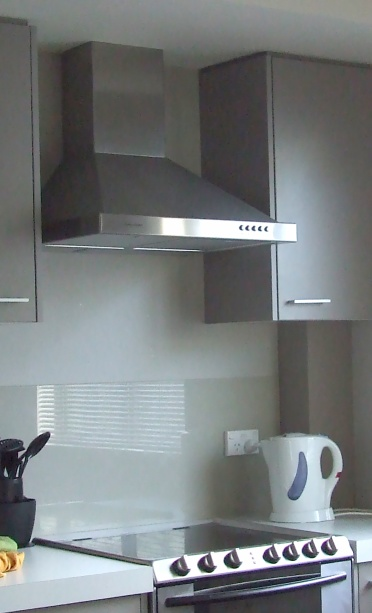
Hotte aspirante.

Une hotte aspirante est une hotte dotée d'un système d'aspiration et d'évacuation de l'air. Elle est constituée de plusieurs filtres, notamment un filtre métallique pour les graisses et éventuellement d'un filtre à charbon selon le mode d'évacuation.
Les hottes industrielles ou de laboratoires permettant d'évacuer des gaz, vapeurs ou aérosols toxiques ou indésirables.
Les hottes de cuisine (élément électroménager d'une cuisine) évacuent les vapeurs et fumées de cuisson en les filtrant (recyclage) et/ou en les rejetant à l'extérieur.

## Historique
La première hotte aspirante à usage domestique a été mise au point par Airlux en 1960.
La première hotte aspirante de cuisine décorative a été produite par Faber en 1963. Depuis, tous les grands fabricants d'électroménager en ont dans leur gamme ; cependant, ils ne sont pas tous fabricants de hottes, cet appareil électroménager étant encore une spécialité.

## Types
Différents types sont proposés :

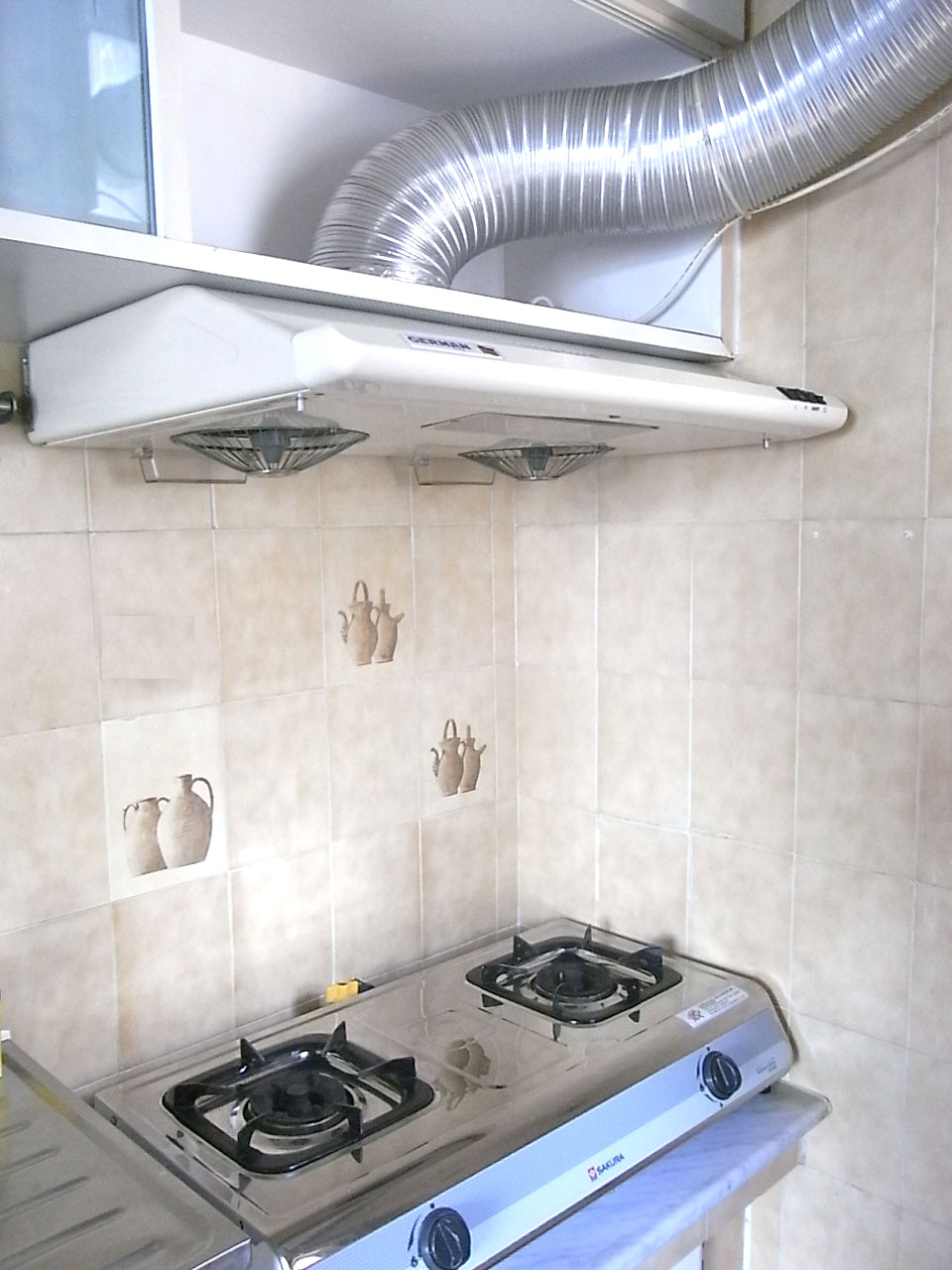
Hotte casquette avec sa gaine d'extraction en inox.

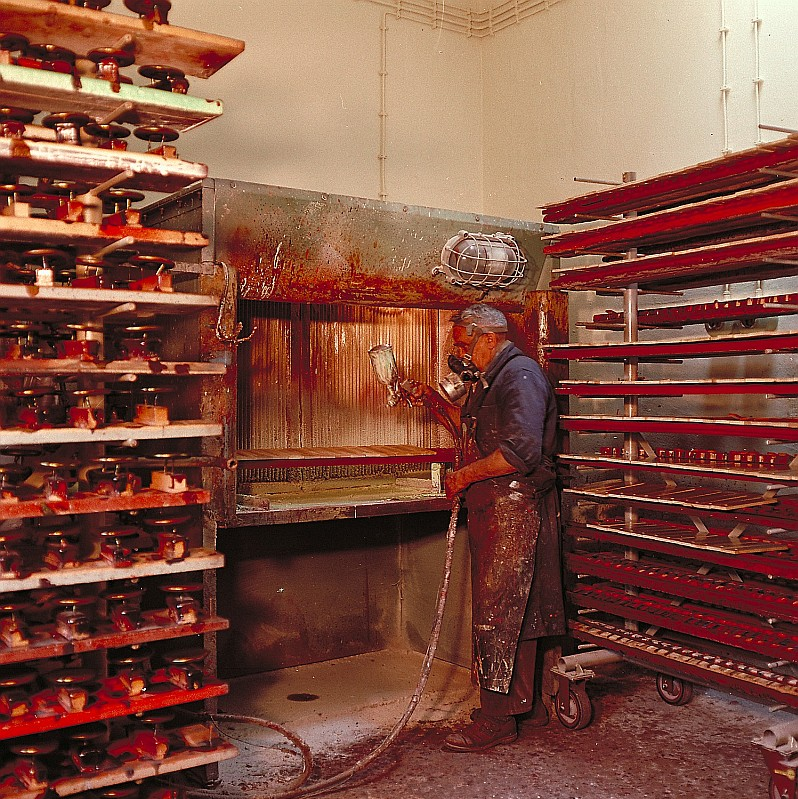
Hotte industrielle protégeant (plus ou moins) un peintre (Allemagne, 1969).

- selon disposition : hotte centrale, murale ou d'angle, à crédence, suspendue sur îlot ou péninsule ;
- selon système d'aspiration : « aspiration centrale » ou « aspiration périphérique (périmétrale) » ;
- selon système de ventilation : hotte à extraction (ou évacuation), à recyclage ou hotte mixte ;
- selon conception : 
  - hotte casquette (ou visière) : hotte compacte qui s'accroche directement sur le mur,
  - hotte tiroir (ou télescopique) : hotte intégrée, visible uniquement par un bandeau, se mettant en route lorsque le tiroir est coulissé,
  - hotte encastrable (intégrable) ou hotte placard :
    - hotte escamotable : hotte masquée par une porte habillée qui se bascule,
    - groupe filtrant : hotte qui épouse le dessous d'un meuble ou d'une cheminée décorative (appelé également groupe de meuble haut),
    - hotte de plan : se place dans le plan de travail, et se lève verticalement pour aspirer,

  - hotte décorative aux styles et matériaux variés, fixée au mur (hotte cheminée) ou placée en îlot central (hotte îlot),
  - hotte intégrée à la plaque de cuisson : appareil 2 en 1 composé d'une plaque de cuisson et d'une hotte escamotable ou située à la surface de l'appareil.

## Description
Une hotte aspirante est constituée, au moins, des éléments suivants :
- un ventilateur ;
- un filtre métallique destiné à retenir les particules grasses ;
- un filtre à charbon (pour le mode d'évacuation à recyclage) ;
- un cône d'aspiration.

Vient généralement s'y ajouter un éclairage du plan de travail soit équipé de lampes classiques soit de lampes halogènes ou de diode électroluminescente (LED). Par ailleurs le ventilateur est commandé de manière progressive avec un variateur ou par plusieurs interrupteurs permettant d'en faire varier la vitesse. Ce ventilateur peut être un modèle de type hélicoïdal ou centrifuge.
L'air filtré peut être expulsé à l'extérieur ou réinjecté dans la cuisine après filtration par passage au travers d'un filtre à graisses (filtre anti-graisses métallique, en aluminium ou en inox, filtre cassette doté d'un cadre avec une poignée) et d'un filtre à charbon de bois activé (billes de charbon) qui purifie et désodorise l'air. 
Dans ce dernier cas, les gaz, odeurs et l'humidité ne sont éliminées que partiellement.

## Type d'extraction
Il existe deux modes de fonctionnement : par évacuation ou recyclage. De nombreux modèles permettent les deux types de fonctionnement permettant de choisir le mode le plus adapté à la configuration des lieux. Le choix d'une hotte aspirante se fait avant tout en fonction de l'aménagement de la cuisine et du type d'habitation.

## Débit d'air
Le débit d'air est la capacité d'aspiration de la hotte aspirante. Celle-ci s'exprime en m3/h et peut varier d'une centaine de m3 d'air par heure à plus de mille m3 par heure. 
Il est recommandé de choisir ce débit en fonction des dimensions de la cuisine, en prenant comme base le fait que l'air de la cuisine doit être renouvelé dans un laps de temps entre cinq et dix minutes, soit six à douze fois par heure.

## Niveau sonore
Plus la hotte est puissante, plus elle peut être bruyante. La hotte aspirante génère un niveau sonore allant de 35 dB à 70 dB sachant qu'à partir de 70 dB le niveau sonore devient gênant pour l'oreille. De nombreuses marques proposent de plus en plus de produits silencieux afin de s'adapter aux nouvelles configurations de cuisine telles que les cuisines ouvertes.

## Consommation énergétique
Une hotte aspirante est un appareil qui consomme peu d'énergie. Sa consommation est estimée à 24 kWh/an, pour une puissance entre 70 et 150 W et une utilisation de 40 min/jour. 

## Modèles
Elles peuvent être équipées de commandes électroniques, commandes sensitives, détecteur de fumée, d'arrêt temporisé.